# Eleccions municipals a Iparralde de 2008
Les eleccions municipals a Iparralde de 2008 es van celebrar, igual que les municipals franceses, en dues voltes el 9 i el 16 de març de 2008.

## Anglet
- Candidatures
  - Anglet au coeur (centredreta)
  - Anglet 100% à gauche (LCR)
  - Anglet 2008 (centredreta enfrentada a Vivons Anglet)
  - Servir Anglet (PS, PCF, Els Verds i MRC)
  - Vivons Anglet (UMP, MoDem i Angeluzain)
- Primera volta (La participació va ser del 62,54% i es va registrar un 2,82% de vots en blanc i nuls)

| Cap de llista           | Candidatura          | Nombre de vots | %     |  |
| Jean Espilondo          | Servir Anglet        | 6.326          | 36,66 |  |
| Robert Villenave        | Vivons Anglet        | 6.304          | 36,53 |  |
| Jean-Baptiste Mortalena | Anglet 2008          | 2.171          | 12,58 |  |
| Claudine Getten-Porche  | Anglet au coeur      | 1.436          | 8,32  |  |
| Claude Larrieu          | Anglet 100% à gauche | 1.020          | 5,91  |  |

- Segona volta (La participació va ser del 66,26% i es va registrar un 3,67% de vots en blanc i nuls)

| Cap de llista    | Candidatura   | Nombre de vots | %     | Escons |
| Jean Espilondo   | Servir Anglet | 9.542          | 52,65 | 30     |
| Robert Villenave | Vivons Anglet | 8.582          | 47,35 | 9      |

## Baiona
- Candidatures
  - Baiona Berria (AB i Batasuna)
  - Bayonne 100% à gauche (LCR)
  - Bayonne par coeur (diversa dreta)
  - Bayonne Ensemble (PS, PCF i EA)
  - Liste d'union por Bayonne (UMP, MoDem i PNB)
- Primera volta (La participació va ser del 56,80% i es va registrar un 3,04% de vots en blanc i nuls)

| Cap de llista    | Candidatura               | Nombre de vots | %     |  |
| Jean Grenet      | Liste d'union por Bayonne | 6.956          | 44,23 |  |
| Jérôme Aguerre   | Bayonne Ensemble          | 3.977          | 25,29 |  |
| Yves Ugalde      | Bayonne par coeur         | 2.483          | 15,79 |  |
| Martine Mailfert | Bayonne 100% à gauche     | 1.177          | 7,48  |  |
| Béatrice Peyrucq | Baiona Berria             | 1.134          | 7,21  |  |

- Segona volta (La participació va ser del 57,81% i es va registrar un 3,76% de vots en blanc i nuls)

| Cap de llista  | Candidatura               | Nombre de vots | %     | Escons |
| Jean Grenet    | Liste d'union por Bayonne | 7.570          | 47,67 | 29     |
| Jérôme Aguerre | Bayonne Ensemble          | 6.189          | 38,97 | 8      |
| Yves Ugalde    | Bayonne par coeur         | 2.122          | 13,36 | 2      |

## Donibane Lohizune
- Candidatures
  - Herri Berri (abertzales i ecologistes)
  - Saint-Jean-de-Luz 2008 (PS, PCF i PRG)
  - Saint-Jean-de-Luz pour tous (UMP i PNB)
- Primera volta (La participació va ser del 66,93% i es va registrar un 4,40% de vots en blanc i nuls)

| Cap de llista        | Candidatura                 | Nombre de vots | %     | Escons |
| Michèle Alliot-Marie | Saint-Jean-de-Luz pour tous | 3.836          | 55,56 | 26     |
| Georgette Jariod     | Saint-Jean-de-Luz 2008      | 1.736          | 25,14 | 4      |
| Pascal Lafitte       | Herri Berri                 | 1.332          | 19,29 | 3      |

## Hendaia
- Candidatures
  - Biharko Hendaia (AB, Batasuna i EA)
  - Hendaye Plurielle (PS, PCF i abertzales independents)
  - L'Avenir dans l'union (candidatura transversal amb socialistes, verds i militants de l'UMP)
- Primera volta (La participació va ser del 63,48% i es va registrar un 5,51% de vots en blanc i nuls)

| Cap de llista            | Candidatura           | Nombre de vots | %     |  |
| Jean-Baptiste Sallaberry | L'Avenir dans l'union | 2.382          | 45,09 |  |
| Kotte Ecenarro           | Hendaye Plurielle     | 2.311          | 43,74 |  |
| Iker Elizalde            | Biharko Hendaia       | 590            | 11,17 |  |

- Segona volta (La participació va ser del 70,44% i es va registrar un 2,80% de vots en blanc i nuls)

| Cap de llista            | Candidatura           | Nombre de vots | %     | Escons |
| Jean-Baptiste Sallaberry | L'Avenir dans l'union | 2.982          | 49,45 | 25     |
| Kotte Ecenarro           | Hendaye Plurielle     | 2.569          | 42,60 | 7      |
| Iker Elizalde            | Biharko Hendaia       | 479            | 7,94  | 1      |

## Uztaritze
- Candidatures
  - Aimer Ustaritz (centredreta que s'oposa a Ustaritz Ensemble)
  - Herria bizi dadin (Batasuna i altres abertzales)
  - Unis à gauche (PS i PCF)
  - Ustaritz Ensemble (UDF i UMP)
- Primera volta (La participació va ser del 72,58% i es va registrar un 3,76% de vots en blanc i nuls)

| Cap de llista     | Candidatura       | Nombre de vots | %     |  |
| Dominique Lesbats | Aimer Ustaritz    | 835            | 27,45 |  |
| Bernard Auroy     | Ustaritz Ensemble | 819            | 26,92 |  |
| Battitt Amestoy   | Herria bizi dadin | 779            | 25,61 |  |
| Gérard Minvielle  | Unis à gauche     | 609            | 20,02 |  |

- Segona volta (La participació va ser del 76,79% i es va registrar un 3,83% de vots en blanc i nuls)

| Cap de llista     | Candidatura               | Nombre de vots | %     | Escons |
| Dominique Lesbats | Aimer Ustaritz            | 1.149          | 35,73 | 20     |
| Battitt Amestoy   | Union des listes "Herria" | 1.081          | 33,61 | 5      |
| Bernard Auroy     | Ustaritz Ensemble         | 986            | 30,66 | 4      |